# Embarsundsfärjan

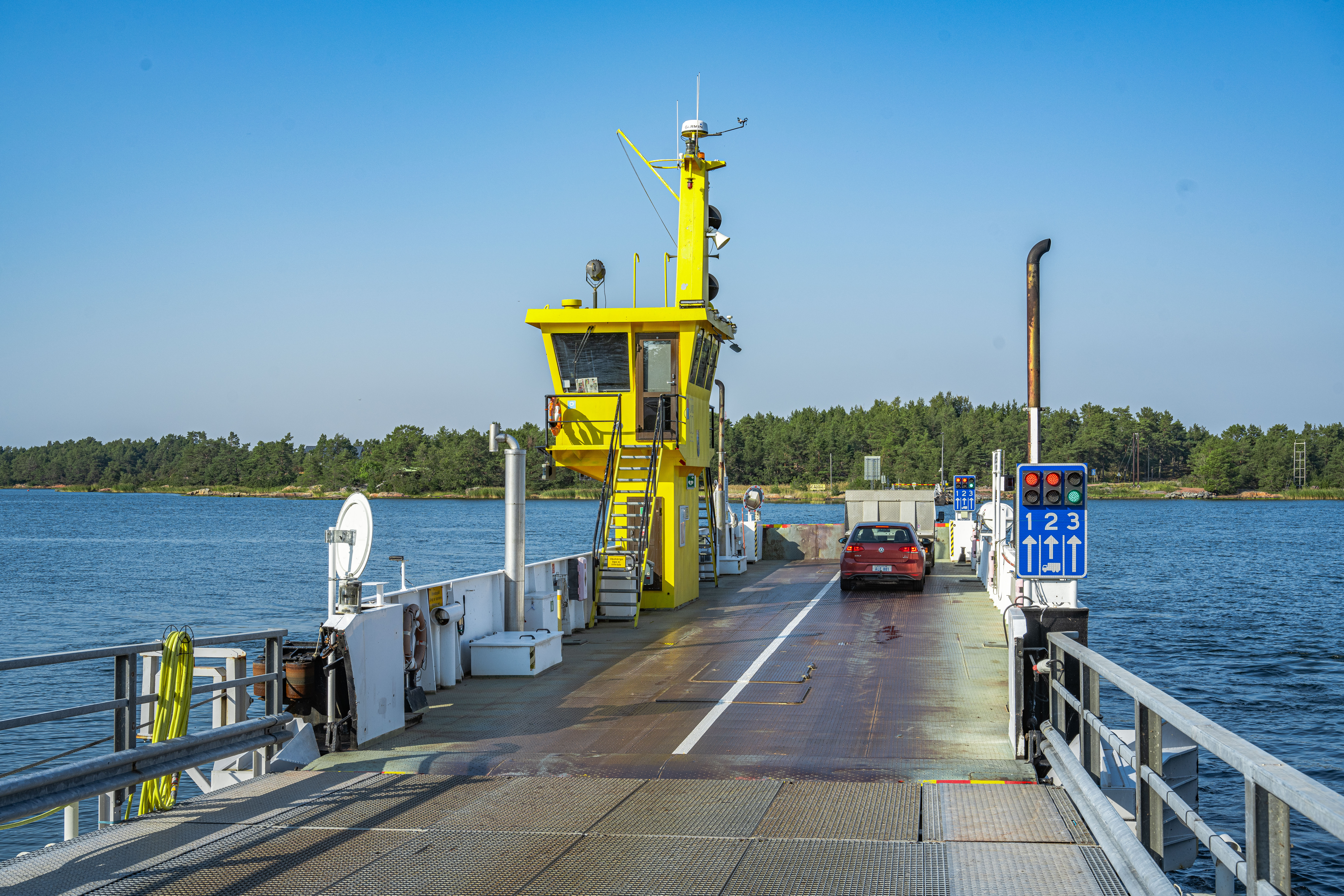
Vajerfärjan över Embarsundsleden på Åland. Bilden tagen från Finholma mot Jyddö. 4 september 2024.

Embarsundsfärjan (officiellt: Embarsundslinjen) är namnet på färjtrafiken mellan Finholma och Jyddö i Föglö kommun på Åland. 
Rutten trafikeras av en vajerfärja och går över det smala sund som skiljer Vargskär, den norra delen av Föglö, från resten av kommunen. Sundet är en populär småbåtsfarled som på kartan kallas Leden, men i folkmun vanligtvis Embarsundsleden. Tack vare färjan är farleden framkomlig också för segelbåtar. Färjan går under lågsäsong utan turlista och överfarten tar ett par minuter. Under högsäsong (juni–augusti) går färjan klockan 6–22 var tjugonde minut med ett par trafikuppehåll, övrig tid vid behov.
Embarsundsfärjan är en del av Överövägen (landskapsväg 730) och drivs av landskapet Åland via Ålandstrafiken.